# André-Joël Eboué
Pour les articles homonymes, voir Éboué.
André-Joël Eboué Eboué est un joueur de football camerounais né le 25 juin 1974 à Yaoundé. Il a été sélectionné à huit reprises en équipe du Cameroun de football.